# 1290-es évek
Évszázadok: 12. század · 13. század · 14. század
Évtizedek: 1240-es évek · 1250-es évek · 1260-as évek · 1270-es évek · 1280-as évek · 1290-es évek · 1300-as évek · 1310-es évek · 1320-as évek · 1330-as évek · 1340-es évek
Évek: 1290 · 1291 · 1292 · 1293 · 1294 · 1295 · 1296 · 1297 · 1298 · 1299

## A világ vezetői
- IV. László magyar király (Magyar Királyság) (1272–1290† )
- III. András magyar király (Magyar Királyság) (1290–1301† )